# John Benson
John Benson est un footballeur ghanéen né le 27 août 1991 à Accra. Il joue actuellement au Al Ahli SC au Qatar.

## Biographie
En 2009, il commence sa carrière professionnelle au poste de milieu de terrain au Al Ahli SC, club qatari.

## Palmarès
- Champion du monde des -20 ans : 2009